# Napoleon (rapper)
Napoleon, pseudonimo di Mutah Wassin Shabazz Beale (Irvington, 7 ottobre 1977), è un rapper e attore statunitense.
È conosciuto per aver fatto parte degli Outlawz, una crew di rapper nota per la collaborazione con Tupac Shakur.

## Carriera
Mutah Beale nasce a Irvington, nel New Jersey, da genitori musulmani. I due genitori furono entrambi uccisi quando Mutah aveva solo tre anni. Le ragioni del duplice omicidio non sono ancora del tutto chiare.
Al di là della travagliata vita personale, Mutah Beale conobbe in giovane età il trio formato dai rapper Kastro, E.D.I. Mean e Yafeu Fula (suo amico d'infanzia) e si unì a loro con il semplice nome di Mutah formando la band dei Dramacydal. Più tardi i tre formeranno con i rapper Mopreme, Big Syke, Storm, Hussein Fatal e Tupac Shakur una band chiamata Outlaw Immortalz. Il nome del nuovo gruppo fu poi semplificato come The Outlawz. Tutti gli Outlawz assunsero ed ebbero degli pseudonimi, quello di Beale era appunto Napoleon. Il gruppo fece quindi diverse collaborazioni con il più blasonato del gruppo Tupac Shakur, nel suo album intitolato All Eyez on Me datato 1996. Gli Outlawz rapparono insieme a Shakur anche nel famoso singolo Hit Em Up.
Dopo che Shakur venne colpito a morte da un'arma da fuoco nel settembre 1996 a Las Vegas (non si conosce tuttora né l'assassino né il movente), la crew decise di rientrare in New Jersey e alcuni membri, fra cui Yafeu Fula, decisero di uscire dal gruppo. Due mesi dopo, lo stesso Fula verrà colpito a morte misteriosamente, ma Napoleon rilascerà un'intervista a The Source nel 2000, in cui affermarà che l'assassino di Fula era stato suo cugino Roddy il quale, essendo probabilmente ubriaco, gli avrebbe sparato accidentalmente mentre giocava con una pistola. Gli Outlawz rimasti ritornarono poi a Los Angeles e pubblicarono quattro album in studio tra il 1999 e il 2002. Nel 2001, Beale farà il suo esordio cinematografico nel film Thug Life.
Dopodiché sarà Napoleon ad abbandonare il gruppo, ma per intraprendere una carriera da solista e nel 2004 registrerà il suo album d'esordio chiamato Have Mercy (che per motivi ignoti non verrà più pubblicato). L'anno successivo, registrerà un altro album intitolato Napoleon Presents Loyalty Over Money, che sarà pubblicato nel 2006. Tuttavia, nonostante Napoleon fosse fuori dagli Outlawz, alcuni dei suoi vecchi compagni di crew appaiono comunque all'interno dei suoi dischi. Napoleon lascerà poi il mondo del rap per dedicarsi unicamente alla sua religione, l'Islam.

## Discografia

### Album
- 2004: Have Mercy (unreleased album)
- 2006: Napoleon Presents Loyalty Over Money

### Singoli
- 2004: Never Forget

### Outlawz
- 1999: Still I Rise
- 2000: Ride wit Us or Collide wit Us
- 2001: Novakane
- 2002: Neva Surrenda

## Filmografia
- 2001: Thug Life
- 2002: Outlawz: Worldwide (film documentario)
- 2007: Tupac: Assassination (film documentario)
- 2009: Napoleon Project: Documenting the life of an Outlaw (film documentario)

## Curiosità
- Il nome Napoleon deriva dal nome dell'imperatore francese Napoleone Bonaparte.[senza fonte]